# Ross Township (comté de Franklin, Iowa)
Ross Township est un township, du comté de Franklin en Iowa, aux États-Unis,.
Il est fondé en 1879 et nommé en l'honneur de Abner S. Ross, un pionnier.

## Source de la traduction
- (en) Cet article est partiellement ou en totalité issu de l’article de Wikipédia en anglais intitulé « Ross Township, Franklin County, Iowa » (voir la liste des auteurs).